# Route secondaire 19101 (Estonie)
La route Audru–Tõstamaa–Nurmsi (en estonien : Audru–Tõstamaa–Nurmsi tee) ou route 19101 est une route du comté de Pärnu en Estonie.

## Description
La route Audru–Tõstamaa–Nurmsi a une longueur de 76,8 kilomètres.
La route commence de la  route nationale 60 à la limite du bourg d' Audru, puis elle traverse, entre, autres le bourg de Tõstamaa et se termine près du village de Nurmsi, à l'intersection avec la route Karuse-Kalli.

## Élements intéressants en bordure de route
- Manoir de Vatla
- Église d'Audru (et)
- Église de la Trinité de Pootsi-Kõpu (et)
- Moulin à vent de Pootsi (et)
- Pierre sacrée de Kulli (et)
- Place centrale de Tõstamaa